# Baltic League
La Baltic League, nota anche come Triobet Baltic League, è stato un torneo tra squadre di calcio dei Paesi Baltici. La competizione era sorta nel 2007 ispirandosi alla Royal League, torneo tra squadre della Scandinavia.

## Storia
Una prima edizione fu organizzata nel 1990, quando ancora le repubbliche baltiche non erano indipendenti dall'Unione Sovietica.
Vi partecipavano le prime quattro classificate dei campionati estone, lettone e lituano. Nelle prime due edizioni (2007, 2008) le prime due classificate dei gironi composti da tre squadre accedevano ai quarti di finale della competizione. Nelle ultime 2 edizioni (2009-2010 e Baltic League 2010-2011) le squadre si sfidavano ad eliminazione diretta.
La prima edizione della Baltic League è stata vinta dai lettoni del Metalurgs Liepāja, che hanno battuto in finale i connazionali del Ventspils (3-1; 5-1). La seconda edizione è stata vinta dai lituani del Kaunas che hanno vinto 2-1 contro i lettoni dello Skonto. Nella terza edizione ha vinto il Ventspils, che ha trionfato contro il Sūduva per 5-3 ai tiri di rigore dopo il 3-3 finale. Nella quarta ed ultima edizione il trofeo è stato conquistato dallo Skonto, vincendo la finale per 5-4 ai tiri di rigore contro il Ventspils.

## Albo d'oro
| Anno               | Squadra #1              | Punteggio     | Squadra #2 |
| ------------------ | ----------------------- | ------------- | ---------- |
| 2007 dettagli      | Ventspils               | 1 – 3         | Metalurgs  |
| 2007 dettagli      | Metalurgs               | 5 – 1         | Ventspils  |
| 2007 dettagli      | Metalurgs vince per 8–2 |               |            |
| 2008 dettagli      | Skonto                  | 1 – 2         | Kaunas     |
| 2009-2010 dettagli | Sūduva                  | 3 (3) – (5) 3 | Ventspils  |
| 2010-2011 dettagli | Skonto                  | 1(5) – 1(4)   | Ventspils  |

## Prestazioni

### Club
| Club           | 1° | 2° | S | Stagioni Vinte |
| -------------- | -- | -- | - | -------------- |
| Ventspils      | 1  | 2  | 4 | 2009–10        |
| Skonto         | 1  | 1  | 4 | 2010–11        |
| Metalurgs      | 1  | 0  | 4 | 2007           |
| Kaunas         | 1  | 0  | 2 | 2008           |
| Sūduva         | 0  | 1  | 3 |                |
| Ekranas        | 0  | 0  | 4 |                |
| Flora Tallinn  | 0  | 0  | 4 |                |
| Levadia        | 0  | 0  | 4 |                |
| Trans          | 0  | 0  | 4 |                |
| Dinaburg       | 0  | 0  | 2 |                |
| Žalgiris       | 0  | 0  | 2 |                |
| TVMK           | 0  | 0  | 2 |                |
| Vėtra          | 0  | 0  | 2 |                |
| Banga          | 0  | 0  | 2 |                |
| Jūrmala        | 0  | 0  | 2 |                |
| Kalju          | 0  | 0  | 2 |                |
| Sillamäe Kalev | 0  | 0  | 2 |                |
| Šiauliai       | 0  | 0  | 2 |                |
| Tauras         | 0  | 0  | 2 |                |
| Rīga           | 0  | 0  | 1 |                |
| Olimps         | 0  | 0  | 1 |                |
| Blāzma         | 0  | 0  | 1 |                |

### Nazioni
| Country  | 1° | 2° | Stagioni Vinte         |
| -------- | -- | -- | ---------------------- |
| Lettonia | 3  | 3  | 2007, 2009–10, 2010–11 |
| Lituania | 1  | 1  | 2008                   |
| Estonia  | 0  | 0  |                        |

## Classifica marcatori
Classifica aggiornata al 12 maggio 2010.
|  | Gol | Marcatore                        | Squadra |
|  | --- | -------------------------------- | ------- |
|  | 10  | Ģirts Karlsons, Aleksandrs Cauņa |         |
|  | 8   | Ričardas Beniušis                |         |
|  | 7   | Rafael Ledesma                   |         |